# Cloreto de ósmio(IV)
Cloreto de ósmio(IV) ou tetracloreto de ósmio é um composto inorgânico composto de ósmio e o cloro com a fórmula empírica OsCl4. Existe em dois polimorfos (formas cristalinas). O composto é usado para preparar outros complexos de ósmio.

## reparação, estrutura, reações
Foi descrito pela primeira vez no ano de 1909 como o produto de cloração do ósmio metálico.
Esta rota permite o polimorfo em alta temperatura:
Os + 2 Cl2 → OsCl4
Este polimorfo vermelho escuro é ortorômbico e adota uma estrutura na qual os centros de ósmio são coordenados octaedricamente, e partilha os vértices opostos do octaedro OsCl6 para formar uma cadeia. Um polimorfo marrom, aparentemente cúbico, forma-se pela redução de tetróxido de ósmio com cloreto de tionila:
OsO4 + 4 SOCl2 → OsCl4 + 2 Cl2 + 42
Tetróxido de ósmio se dissolve em ácido clorídrico para resultar em ânions hexacloroosmato:
OsO4 + 10 HCl → H2OsCl6 + 2 Cl2 + 4 H2O